# Fallout: New Vegas
Fallout: New Vegas — рольовий бойовик з відкритим світом, розроблений студією Obsidian Entertainment під видавництвом Bethesda Softworks. Гру було анонсовано в квітні 2009 року і випущено на платформах Microsoft Windows, PlayStation 3 та Xbox 360 19 жовтня 2010 року. Це спіноф основної серії Fallout, дія якого відбувається в пост-апокаліптичному всесвіті, події гри охоплюють регіони сучасних Аризони, Каліфорнії та Невади. Події відбуваються у світі, який відхилився на альтернативну часову шкалу завдяки технологіям атомної ери, що зрештою призвело до глобального ядерного апокаліпсису в 2077 році під час «Великої війни» («The Great War») між США та Китаєм. Сюжет New Vegas розгортається в 2281 році, через чотири роки після подій у Fallout 3 і через 204 роки після падіння атомних бомб. Гра не є прямим сиквелом, але містить повернення декількох елементів, які використовувалися ще у Fallout 2.
New Vegas була тепло прийнята пресою та ігровою спільнотою, критики хвалили сценарій, квести та покращену ігрову механіку, хоча і критикували за збої та вилети під час запуску. Продажі гри становили близько 12 мільйонів копій по всьому світу, що без сумніву можна вважати комерційним успіхом. У 2011 році Fallout: New Vegas була названа «Найкращою рольовою відеогрою» за версією Golden Joystick Awards та була номінована на дві нагороди BAFTA Awards («Найкраща стратегічна гра» та «Найкращий сценарій»), а також отримала нагороду NAVGTR Award за «Найкращу роль другого плану в драмі» (Феліція Дей). На даний момент Fallout: New Vegas носить статус культової відеогри, а деякі критики називають її найкращою грою серії Fallout, а також однією з найкращих рольових ігор усіх часів.
У 2011 році гра встановила рекорд за версією Книги рекордів Гіннеса по кількості діалогів серед рольових ігор. New Vegas містить близько 65 тисяч рядків діалогів, таким чином випередивши попереднього рекордсмена Fallout 3 з його 40 тисячами.

## Ігровий процес

Подібно до Fallout 3, у будь-який час гри є можливість переключатися з перспективи від першої особи на перспективу від третьої

Незважаючи на те, що більшість ігрових механік із Fallout 3 було збережено для Fallout: New Vegas, Obsidian Entertainment працювали над тим, щоб удосконалити вже існуючі елементи, одночасно додавши як деякі механіки із попередніх ігор серії, так і повністю нові. Розробники включили деякі покращення та нові функції. Бої було покращено завдяки удосконаленню успішної ще з Fallout 3 системи V.A.T.S. (англ. The Vault-Tec Assisted Targeting System), до якої було додано нові специфічні атаки та анімації вбивств для кількох видів зброї ближнього бою. Також були покращені віддача та точність всієї далекобійної зброї. Гравці можуть вести прицільну стрільбу за допомогою нової механіки вдосконалення зброї додавши до своїх рушниць механічні приціли. Перспективу від третьої особи порівняно з Fallout 3 було переосмислено, віддаливши камеру далі за плече протагоніста.
Процес створення персонажа було змінено, — тепер це займає менше часу, ніж у Fallout 3, і дозволяє гравцям пропустити навчальний етап та одразу перейти до основної гри. Натомість додали можливість внести завершальні зміни при виході з початкової локації містечка Гудспрінгс. Більшість перків була значно урізноманітнена, щоб розширити арсенал можливостей для настройки персонажа з підвищенням рівня, а ті перки, які лише підвищували значення характеристик, було зовсім видалено з гри. Щоб запобігти занадто швидкій прокачці гравців на початку гри, тепер можна отримати лише один перк кожні два рівні, на відміну від Fallout 3, де це можливо було зробити з кожним підвищенням рівня.
У гру було додано більше зброї, зокрема 9 мм пістолет, однозарядну рушницю, динаміт, карабін та гранатомет, кожен з яких виконує певну тактичну роль. Навички «Великі пушки» (англ. «Big Guns») і «Пістолети» (англ. «Small Guns») об'єднали в одну «Зброя» (англ. «Guns»), а також додали навички «Виживання» (англ. «Survival»), що є адаптацією «Мандрівника» (англ. «Outdoorsman»), яку використовували ще за часів Fallout та Fallout 2. У Fallout: New Vegas навик виживання впливає на те, скільки здоров'я відновлюється їжею та напоями. Збільшили вплив наявності тих чи інших навичок на діалогову систему — чи буде репліка успішною або провальною, показано наперед і повністю залежить від рівня навичок, а не навичка + рандом, як це було у Fallout 3.
Гравці можуть грати в азартні ігри, відвідуючи різноманітні казино та купуючи фішки за одну з трьох внутрішньоігрових валют. Ігри, доступні в цих казино — це блекджек, гральні автомати або рулетка — рівень успіху залежить від параметру Удачі протагоніста. Гравці також можуть грати в картярську гру під назвою «Караван» (англ. «Caravan»), яка була спеціально розроблена для Fallout: New Vegas та має власний набір правил, і в яку можна грати з певними персонажами за межами казино.
Системи створення та кастомізації спорядження
Хоча гравці могли створювати предмети у Fallout 3, можливості були обмежені створенням восьми унікальних видів зброї. У New Vegas цю систему було значно розширено, щоб дозволити гравцю створювати їжу, напої, ліки, боєприпаси, а також унікальні види зброї. Створення і покращення зброї та спорядження можна виконувати на робочих столах, а приготування їжі та ліків на плитках та у багаття, для цього потрібні певні компоненти, а також достатній рівень навичок. Наприклад, щоб готувати їжу на багатті, гравець повинен мати достатній рівень навичок Виживання і відповідні рослини, які можна збирати під час подорожі. Система збору рослин аналогічна системі з серії The Elder Scrolls, яка дозволяє гравцеві використовувати рослини для виготовлення харчів, отрути та ліків. Деякі унікальні предмети неможливо виготовити, доки не будуть знайдені відповідні рецепти або схеми. Крім виготовлення зброї з нуля, гравці можуть модифікувати вже існуючу в інвентарі за допомогою спеціальних модифікацій, які підвищують темп стрільби та розмір магазину, або додати приціли, щоб забезпечити більшу дальність і точність. Модифікації вогнепальної зброї можливо знайти або під час дослідження ігрового світу, або придбати у відповідних торговців.
Репутація
Через велику кількість фракцій, створених для гри, розробники знову запровадили систему репутації, яка вперше була використана у Fallout 2 і відсутня у Fallout 3. Подібно до системи карми, яка відстежує «хороші» та «погані» вчинки протагоніста, позиція гравця у тій чи іншій фракції чи поселенні може змінюватися залежно від того, як вони з ними взаємодіють і які рішення приймають. Наприклад, якщо гравець допомагає фракції чи поселенню, його репутація покращується в усіх локаціях, контрольованих цією фракцією чи поселенням, а вбивство членів фракції або операції направлені проти них, призведуть до ворожнечі з ними. На відміну від системи карми, будь-яка здобута слава чи ворожнеча є постійною та незворотною. Тип репутації гравця в кожній фракції чи поселенні впливає на те, як неігрові персонажі взаємодіють з протагоністом — хороша репутація може спростити виконання деяких квестів, надати знижки з торговцями фракції, тоді як погана репутація може призвести до того, що фракція відмовляється взаємодіяти з гравцем, нападає на нього відразу або посилає до протагоніста наємних вбивць.
Напарники

Напарники в Fallout: New Vegas отримали набагато більше уваги від розробників, ніж напарники з Fallout 3, кожен із восьми доступних сопартійців протагоніста має свою унікальну лінійку квестів. Поведінка і дії компаньйонів задаються за допомогою нового «колеса компаньйона», яке дозволяє віддавати команди через кругове меню. За словами директора проєкту Джоша Сойєра, «колесо» забезпечує простоту взаємодії між супутниками протагоніста. Гравці можуть змінювати тактику компаньйона, їх поведінку під час бою, лікувати від травм, отримувати доступ до їх інвентарю та розмовляти з ними. Гравці можуть мати з собою двох компаньйонів одночасно — одного гуманоїда та одного негуманоїда. Компаньйони можуть надавати унікальний перк та мати можливість покращити його, після завершення їх квестової лінійки. Кожен компаньйон представляє свій унікальний стиль бою. Загалом є вісім постійних компаньйонів, ще шестеро було додано із розширеннями до гри і є доступними тільки під час проходження відповідного розширення.
Хардкор-режим

У Fallout: New Vegas додано нові кінематографічні добивання у перспективі від третьої особи

У Fallout: New Vegas представлено додатковий режим складності — «Хардкор», призваний забезпечити більший реалізм та інтенсивність ігрового середовища. У той час як стандартні налаштування рівня складності впливають лише на складність бою, хардкор-режим додає до гри статистику та заохочує гравця приділити більшу увагу управлінню ресурсами та тактиці бою. Директор гри Джош Сойєр заявив, що режим був натхненний популярними модами до Fallout 3. Особливістю цього режиму є:
◇ Стимулятори та інші ліки, в тому числі і їжа, лікують не одразу, а поступово, але працюють протягом часу.
◇ Антирадін також позбавляє від променевої хвороби не одразу, а поступово.
◇ Тепер лікувати покалічені кінцівки можна лише за допомогою «Сумки лікаря», сну у власному або арендованому ліжку, напою «Гідра», або відвідавши лікаря — спеціалізованих персонажів гри.
◇ Боєприпаси тепер мають вагу, що значно обмежує об'єм інвентарю.
◇ Протагоніст тепер повинен їсти, пити і спати, щоб уникнути голоду, зневоднення і виснаження. Невиконання цього призводить до постійного зниження певних навичок і зрештою до смерті.
◇ Коли компаньйонів вбивають у бою, вони вмирають назавжди, а не втрачають свідомість, як на звичайній складності.
За проходження гри на хардкор-режимі дається унікальне досягнення на всіх доступних платформах.

## Синопсис
Події Fallout: New Vegas відбуваються у 2281 році в регіоні, що оточує колишнє місто Лас-Вегас (нині місто-держава під назвою «Нью-Вегас»), через чотири роки після подій Fallout 3, і приблизно через 204 роки після Великої війни (англ. «The Great War») 2077 року. На відміну від інших міст в серії Fallout, Лас-Вегас уникнув прямої ядерної атаки, тому багато будинків залишились неушкодженими, а мутації місцевих жителів є незначними, порівняно з вже відомими нам з попередніх частин серії локаціями. На початку гри боротьба за контроль над Нью-Вегас та всім регіоном йде між трьома головними суперниками: Новою Каліфорнійською Республікою (далі НКР), Легіоном Цезаря та Містером Хаусом. З моменту останньої появи у Fallout 2, війська НКР не в міру розширились і стали майже некерованими, але їхня експансія на схід дозволила отримати контроль над більшою частиною територій Мохаве. Єдиною загрозою для НКР є рабовласницький, створений за образом римської армії, Легіон Цезаря на чолі з їхнім лідером Цезарем (Джон Доумен), який підкорив та об'єднав 86 племен сходу і тепер планує завоювати Нью-Вегас. За чотири роки до початку гри обидві сторони вступили в конфлікт на греблі Гувера, знаковій довоєнній пам'ятці, яка живить енергією весь Нью-Вегас і контролю над якою прагнуть обидві сторони. Битва призвела до незначної перемоги НКР, але в процесі було повністю зруйновано місто Боулдер. Поки обидві сторони готуються до другого, неминучого конфлікту за греблю, Містер Хаус — таємничий, за чутками 200-річний бізнесмен, який de facto є лідером незалежного міста Нью-Вегас, за допомогою своєї армії охоронних роботів «секьюрітронів», також прагне контролю над греблею Гувера, гарантуючи таким чином, що а ні НКР, а ні Легіон не отримають перевагу у цьому конфлікті.
Значна частина гри відбувається в пустелі Мохаве, яка охоплює частини колишніх штатів Каліфорнії, Невади та Аризони. Поряд з трьома основними фракціями в регіоні є низка другорядних. Бомбісти — ізоляціоністське та ксенофобне плем'я озброєних до зубів колишніх жителів Сховища 34, які знайшли притулок на авіабазі Нелліс; Підривники — жорстока слабо організована група втікачів-каторжників із виправної колонії НКР; Великі Хани — плем'я наркоторговців і рейдерів, утворене залишками племені Нових Ханів із Fallout 2; І Братство сталі — технологічно жадібні залишки збройних сил США. Поряд з греблею Гувера та Авіабазою Нелліс, у регіоні є додаткові визначні пам'ятки, зокрема сховища Vault-Tec та сонячна електростанція ГЕЛІОС 1.

## Сюжет
Головний герой — кур'єр, який працює на поштову службу «Мохаве Експрес», яка обслуговує Нью-Вегас і навколишню пустелю Мохаве. Гра починається, коли Кур'єр прокидається після того, як потрапив у засідку бандита та власника казино на ім'я Бенні (Метью Перрі), коли він прямував до Нью-Вегас, доставляючи таємничий предмет, відомий як «Платинова фішка». Бенні стріляє Кур'єру в голову, забирає фішку і залишає тіло протагоніста в неглибокій могилі поблизу міста Гудспрингс. Секьюрітрон Віктор (Вільям Седлер) стає свідком стрілянини і приносить Кур'єра доктору Мітчеллу (Майкл Хоган). Потім Кур'єр вирушає в подорож, щоб помститися Бенні та повернути Платинову фішку.
Сюжет гри розвивається відповідно до рішень гравця і включає в себе безліч різних подій, фракцій і персонажів, але основна сюжетна лінія це переслідування Бенні і повернення платинової фішки. Згодом Кур'єр стикається з Бенні в його власному казино на Нью-Вегас Стріп і, залежно від вибору гравця, або вбиває Бенні та повертає Платинову фішку, або дозволяє Бенні втекти з фішкою. Незважаючи на це, протагоніст виявляється втягнутим у ширший конфлікт між трьома основними фракціями: Легіоном Цезаря, тоталітарною імперією работорговців; Новою Каліфорнійською Республікою, експансіоністською федеральною республікою; і містером Хаусом (Рене Обержонуа), загадковим самітником і лідером Нью-Вегас Стріп, який керує армією охоронних роботів, що патрулюють місто. Кожна з трьох сторін прагне контролювати греблю Гувера, яка все ще працює та постачає електроенергію та чисту неопромінену воду в значну частину Північної Америки, що робить контроль над греблею рівнозначним контролю над всім регіоном.
Сам містер Хаус народився ще до початку Великої війни і вижив завдяки замкнутій камері життєзабезпечення, виготовив платинову фішку у рамках його масштабної підготовки до захисту Лас-Вегаса під час майбутньої Великої війни. Однак війна почалася того дня, коли йому мали доставити фішку. Платинова фішка являє собою пристрій зберігання даних, де записана програма для оновлення секьюрітронів на більш високий рівень бойової ефективності. Її врешті-решт було знайдено та передано через кур'єра «Мохаве Експрес» містеру Хаусу в Нью-Вегас. Вона була вкрадена Бенні, колишнім протеже містера Хауса, задля контролю над його охоронною системою і узурпування влади Нью-Вегаса за допомогою перепрограмованого секьюрітрона, Йєс-мена (Дейв Фолі).
Гравець має можливість обрати один з чотирьох шляхів: стати на бік Легіону, НКР, Містера Хауса, або перейняти плани Бенні і підкорити Нью-Вегас за допомогою Йєс-мена. Після того, як основні сюжетні квести для певної фракції закінчуються, гравець отримує повідомлення, що Легіон Цезаря атакує греблю Гувера, у той час НКР захищає свої позиції під командуванням генерала Лі Олівера. Залежно від обраної фракції, гравець або відіб'є дамбу для Цезаря, або захистить її для НКР, або підключить системи дамби до мережі Хауса, щоб він або Йєс-мен взяв її під свій контроль. Гра закінчується слайдами, які показують результати дій гравця, битви за греблю Гувера, політикою фракції, яка приходить до влади над Нью-Вегас та Мохаве, а також долі різних інших фракцій та персонажів з якими гравець зустрічався під час своєї подорожі.

## Розробка
У 2004 році Bethesda Softworks придбали у Interplay Entertainment ліцензію на розробку та видавництво Fallout 3 з подальшими планами створення двох сиквелів до неї. Через три роки вони придбали всю інтелектуальну власність на франшизу Fallout. Bethesda відмовилися від оригінального стилю попередніх ігор серії та замість ізометричної гри з покроковими боями, Fallout 3 отримала повну 3D підтримку, бої в реальному часі, а також розроблену спеціально для неї тактичну систему прицілювання V.A.T.S.
Після всесвітнього визнання і комерційного успіху Fallout 3, видавець задумався про продовження. Оскільки їхні власні студії на той момент були зайняті роботою над The Elder Scrolls V: Skyrim, представники Bethesda звернулися до Obsidian Entertainment — компанії, заснованої колишніми членами Black Isle Studios і розробниками оригінальних ігор Fallout і Faloout 2. Bethesda і Obsidian вирішили створити гру, яка б продовжувала історію ігрового всесвіту на західному узбережжі із перших ігор серії, а не столичних регіонів країни із сюжету Fallout 3. У Bethesda відхилили ідею Obsidian розгортати сюжет гри між подіями Fallout 2 і Fallout 3, тож врешті-решт було прийнято концепт про регіон пустелі Мохаве і, зокрема Лас-Вегас.

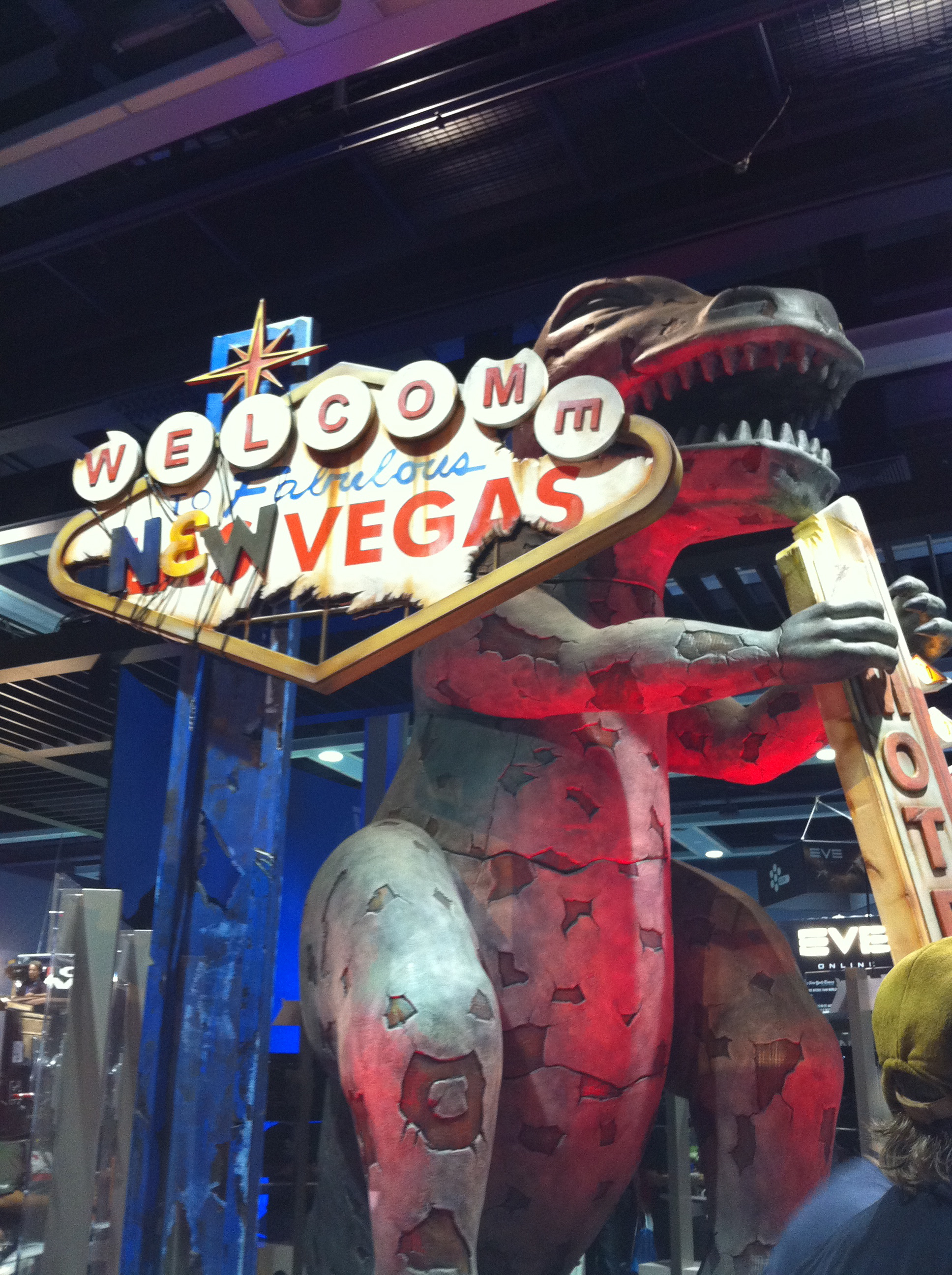
«Welcome to Fabulous NEW VEGAS» — рекламна кампанія на PAX 2010

Fallout: New Vegas було анонсовано у квітні 2009 року. Команда розробників включала режисера проєкту Джоша Сойєра та Кріса Авеллона у ролі сценариста та режисера всіх доповнень. Сюжет New Vegas черпає натхнення з оригінальної гри Fallout 3, розробленої Black Isle, широко відомої під робочою назвою Van Buren, розробка якої також була довірена Сойєру аж до її скасування. Найпомітнішим прикладом є включення Легіону Цезаря, фракції, спочатку створеної для Van Buren. Obsidian включили інші фракції з попередніх ігор Fallout і уникали зображення будь-якої фракції у стовідсотково доброму чи злому амплуа, зосередившись більше на їхньому протистоянні між собою і тому, яким шляхом вирішив піти гравець.
Гра мала дещо короткий цикл розробки довжиною лише 18 місяців. New Vegas має багато схожостей із Fallout 3, зокрема обидва проєкти розроблені на Gamebryo, але цього разу команда значно покращила графічну складову, переробивши рушій так, щоб він міг витримати всі додаткові світлові ефекти характерні для Лас-Вегас-Стріп. Команда Obsidian не дуже впевнено орієнтувалася у роботі з Gamebryo і через стислий цикл розробки, були змушені попросити допомоги у провідного моддера The Elder Scrolls IV: Oblivion на ім'я Йорге Сальгадо. Obsidian покращили механіку стрільби в реальному часі та вдосконалили систему крафтингу, додавши механічні приціли, щоб грати без V.A.T.S. Оригінальна версія для ПК використовувала платформу Steamworks для підтримки таких онлайн функцій, як хмарне збереження ігрового прогресу та досягнень гравців, а також DRM захисту. Версія без DRM стала доступна на GOG 1 червня 2017 року.
Старший продюсер Джейсон Бергман оголосив про участь у звукозаписі кількох знаменитостей, таких як Рон Перлман, у ролі постійного оповідача, Вейн Ньютон, у ролі радіо-діджея «Містера Нью-Вегаса». Він також підтвердив, що у звукозаписі візьмуть участь Меттью Перрі (Бенні), Захарі Лівай (Аркейд Геннон), Кріс Крістоферсон (Командир Хенлон), Денні Трехо (Рауль), Майкл Дорнт (Маркус), та Феліція Дей (Вероніка). Команда залучила відомого кастинг-директора та продюсера Тімоті Каббісона, для контролю акторів озвучки та постановки голосів. Гра встановила новий рекорд за кількістю діалогових реплік в однокористувацькій відеогрі. New Vegas містить близько 65 тисяч рядків діалогів, таким чином випередивши попереднього рекордсмена Fallout 3 з його 40 тисячами.
Музику для гри написав композитор Fallout 3 Інон Цур. У Fallout: New Vegas представлено три основні радіостанції, що охоплюють кілька музичних жанрів, популярних у 1940-ві та 1950-ті роки, — що є однією з характерних особливостей всієї серії Fallout: кантрі, блюграс, джаз та класична музика. Кожна станція має свій індивідуальний список треків, який повторюється випадковим чином. Музика з перших двох ігор Fallout, створена Марком Морганом, також використовується в грі.
4 лютого 2010 Obsidian Entertainment випустила перший тизер-трейлер до гри. Другий трейлер був вперше показаний 11 червня 2010 на GameTrailers TV з E3.
У жовтні 2024 року на сайті Nexus Mods з'явилась фанатська текстова українська локалізація Fallout: New Vegas для ПК. 

## Реліз

Вміст Колекційного видання Fallout: New Vegas

Bethesda анонсували чотири бонусні паки «Класичний», «Племінний», «Караван» і «Найманець» з внутрішньоігровими предметами для користувачів, які оформили передзамовлення в певних торгових точках, а 27 вересня 2011 року вони стали доступними для покупки. Колекційне видання було представлено 11 травня 2010 року, для платформ Microsoft Windows, PlayStation 3 та Xbox 360. До Колекційного видання входили:
◇ рекреація Платинової фішки «Lucky 38»
◇ сім покерних фішок «Lucky 7» з казино Fallout: New Vegas
◇ колода гральних карт із персонажами гри
◇ DVD диск «The Making of Fallout: New Vegas» з інтерв'ю розробників і двома трейлерами
◇ графічний роман у твердій обкладинці «Всі дороги», який розповідає історію деяких персонажів і подій, які передували Fallout: New Vegas
Fallout: New Vegas була випущена для Microsoft Windows, PlayStation 3 і Xbox 360 19 жовтня 2010 року в Північній Америці, 21 жовтня 2010 року в Австралії та 22 жовтня 2010 року в Європі. Вже протягом кількох годин після запуску гри 19 жовтня 2010 року гравці Fallout: New Vegas почали повідомляти про низку технічних проблем (пошкодження файлів збережень, зависання, застрягання в текстурах та безпричинне ініціювання бою. Bethesda Game Studios заявили, що вони разом з Obsidian активно працюють над вирішенням проблем у грі. Вони закликали клієнтів зберігати свої копії New Vegas, а не повертати їх у магазини, заявивши, що надання найкращого досвіду для їхніх користувачів є пріоритетом.
Протягом тижня після випуску розробники випустили оновлення, яке містило понад 200 виправлень. Оновлення, випущене 14 грудня 2010 року, виправило подальші збої та проблеми зі збереженням ігор, включаючи баги, пов'язані з напарниками. У лютому та квітні були випущені наступні оновлення, які виправили численні помилки та проблеми. Модерська спільнота також створила патчі, щоб виправити деякі проблеми, що залишилися. Ігровий рушій мав серйозні проблеми з продуктивністю на PlayStation 3 — постійне падіння частоти кадрів призводило до суттєвого збільшення об'єму файлів збереження. Подібні проблеми у майбутньому переслідували і The Elder Scrolls V: Skyrim, але оновлення для покращення продуктивності у New Vegas так і не було випущено. Джош Сойєр заявив, що проблема стосується самого ядра рушію, і її не можна легко виправити простим оновленням.
У лютому 2012 року для платформ Microsoft Windows, PlayStation 3 та Xbox 360 було випущено доповнене видання, до складу якого окрім оригінальної гри входили всі чотири випущені розширення (Dead Money, Honest Hearts, Old World Blues, Lonesome Road) і два доповнення з внутрішньоігровими предметами (Gun Runners Arsenal, Courier's Stash).
Офіційний завантажувальний контент
Характерною відмінністю Fallout: New Vegas від його попередника є те, що всі чотири офіційні розширення в тій чи іншій мірі об'єднані загальним сюжетним лейтмотивом, пов'язаним з Уліссом — кур'єром «Мохаве Експрес», що відмовився від доленосного замовлення на доставку Платинової фішки, яке згодом дісталося протагоністу основної гри. Улісс згадується як в оригінальній грі, так і у всіх розширеннях, а також особисто з'являється в завершальному Lonesome Road. Крім того, жодне з розширень не дозволяє продовжити гру після завершення основної сюжетної лінії, як це робили розширення до Fallout 3.
| Назва | Загальна інформація |
| ----- | --- |
|       | Dead Money — це перше сюжетне розширення. Кур'єр, пішовши за загадковим радіосигналом, потрапляє в пастку божевільного колишнього старійшини Братства Сталі, відомого як Отець Елайджа (Father Elijah), і змушений працювати разом із трьома іншими полоненими, щоб влаштувати пограбування казино Сьєрра-Мадре (Sierra Madre Casino) та повернути легендарний скарб, який довгий час був захований від решти світу смертоносною токсичною хмарою. Розширення додає досягнення/трофеї, зброю, перки, локації, ворогів, рецепти та квести, а також підвищення максимального рівня з 30 до 35. Це єдине з чотирьох сюжетних доповнень, до локацій якого не можна повернутись після завершення його основної лінії квестів. Випущено для Xbox 360 21 грудня 2010 року та для PlayStation 3 і Microsoft Windows (через Steam) 22 лютого 2011 року. |
|       | Honest Hearts — друге сюжетне розширення. Кур'єр бере участь у торговій експедиції до Національного парку Зайон в штаті Юта, вступивши до «Каравану щасливих стежок» (The Happy Trails Caravan), який невдовзі атакують і знищують рейдери. Переживши напад і опинившись у Зайоні, Кур'єр втягується в конфлікт між місцевими племенами дикунів, спровокований бажанням одного з них приєднатися до Легіону Цезаря, місіонерами «Нового Ханааніту» («New Canaanite» — постапокаліптичне втілення мормонізму) та легендарним і таємничим Джошуа Грехемом, більш відомим як «Горілий» (Burned Man), колишнім легатом Цезаря, якого після програшу у Першій битві за греблю Гувера, було облито дьогтем, підпалено та скинуто у Великий Каньйон. Розширення додає досягнення/трофеї, рецепти, перки, локації, предмети, ворогів і квести, а також підвищує максимальний рівень на п'ять. Випущено 17 травня 2011 року на Xbox Live і Steam і 2 червня 2011 року у PlayStation Network. |
|       | Old World Blues — третє сюжетне розширення. Кур'єра викрадають, і він мимоволі стає лабораторним щуром у науковому експерименті, який пішов наперекосяк. Невдовзі він виявляє, як з'явилися деякі небезпечні післявоєнні технології та мутовані істоти Мохаве. Дія «Блюзу старого світу» розгортається в довоєнних дослідницьких центрах Невадського випробувального полігону, більш відомому як «Велика порожнеча» (the Big Empty) або «Великий МТ» (Big MT.). Кур'єр може або виступити проти своїх викрадачів, або приєднатися до них у їхній давній боротьбі проти більшої загрози. Розширення додає досягнення/трофеї, предмети, перки, величезну локацію для дослідження та підвищує максимальний рівень на п'ять, як і попередні два набори. Випущено 19 липня 2011 року на усіх платформах. |
|       | Lonesome Road — четверте і останнє сюжетне розширення. З Кур'єром зв'язується Улісс (Ulyss), колишній кур'єр Легіону та «Мохаве Експрес», який, побачивши ім'я протагоніста в списку можливих кур'єрів, відмовився доставляти Платинову фішку, що зрештою призвело до нападу на протагоніста на початку базової гри. Улісс був персонажем, про участь якого в історії натякають протягом всієї історії New Vegas. «Самотня дорога» завершує як історію Улісса, так і історію протагоніста. Розширення додає досягнення/трофеї, предмети, перки, квести, ворогів та рецепти. Спочатку Lonesome Road планувалося випустити в серпні 2011 року, однак реліз було відкладено до 20 вересня 2011 року з неназваних причин. |
|       | Gun Runners Arsenal (Арсенал «Зброярів») — несюжетне доповнення, яке додає до гри нові види зброї, модифікацій і боєприпасів до неї, а також нові досягнення та змагання. Випущено 27 вересня 2011 року на всіх платформах. |
|       | Courier's Stash (Кур'єрська схованка) — несюжетне доповнення, яке містить всі бонусні паки внутрішньоігрових предметів, які раніше були доступні тільки за передзамовленням («Класичний», «Племінний», «Караван» і «Найманець»). Випущено 27 вересня 2011 року на всіх платформах. |

Відомий модерський завантажувальний контент
Як і більшість ігор Bethesda, Fallout: New Vegas має дуже велику модерську спільноту з безліччю проєктів від відомих модерів.
- Мод Дж. Е. Сойєра — 29 грудня 2011 року, керівник проєкту, Джош Сойєр випустив неофіційний мод для ПК-версії Fallout: New Vegas. Модифікація підвищує максимальний рівень до 35, удвічі зменшує швидкість з якою гравець отримує бали досвіду, зменшує кількість здоров'я та максимальну вагу, змінює моральний світогляд нейтральних персонажів на добрий чи злий, та інше. Це зміни, які Сойєр особисто хотів включити в гру, тому вони не були випущені як офіційно. Для коректної роботи цьому моду необхідні всі офіційні розширення і доповнення.[64] У листопаді 2012 року цей мод було оновлено до версії 5.1.[65]
- Tale of Two Wastelands — це повна переробка всієї Fallout: New Vegas. Мод об'єднує весь вміст Fallout 3 включно з усіма його розширеннями та Fallout: New Vegas в одну гру. Мод переносить всі представлені в New Vegas функції у Fallout 3, зокрема «колесо компаньйонів» (див. вище), рецепти крафту та модифікації зброї. Гравці можуть вільно переходити між двома іграми в одному файлі збереження, зберігаючи всі свої предмети та прогрес.[66][67][68][69]
- New California — це масштабна модифікація Fallout: New Vegas від Radian-Helix Media, створена фанатами, яка додає абсолютно нову повнометражну кампанію та локації, а також озвучених персонажів, квести, компаньйонів, фракції та має декілька фіналів, події моду відбуваються в Каліфорнійській пустелі в горах Сан-Бернардіно.[70]
- The Frontier — це масштабний мод, створений фанатами для Fallout: New Vegas, дія якого відбувається у руїнах Портленда, штату Орегон, під час ядерної зими. Мод, який розроблявся протягом семи років, позиціонує себе як найбільший за всю історію Fallout. Сюжетна кампанія The Frontier по довжині не поступається оригіналу і має три повністю озвучені квестові лінійки. Проєкт було випущено на Nexus Mods 15 січня 2021 року із запланованим випуск у Steam через тиждень.[71][72][73][74]

## Оцінки і відгуки
| Агрегатор  | Оцінка                                |
| ---------- | ------------------------------------- |
| Metacritic | (PC) 84/100 (360) 84/100 (PS3) 82/100 |

| Видання                    | Оцінка |
| -------------------------- | ------ |
| Eurogamer                  | 9/10   |
| Game Informer              | 8.5/10 |
| GamePro                    | [ 80 ] |
| GameSpot                   | 8.5/10 |
| GameSpy                    | [ 82 ] |
| GamesRadar+                | 9/10   |
| IGN                        | 9/10   |
| PC Gamer (Велика Британія) | 84 %   |
| The Guardian               | [ 86 ] |

| Видання     | Оцінка |
| ----------- | ------ |
| Домашний ПК | [ 87 ] |
| Шпиль!      | 11/12  |

За даними агрегатора рецензій Metacritic, Fallout: New Vegas отримала «загалом схвальні» відгуки. Спільнота високо оцінила удосконалення вже існуючих у рушії механік та розширення масштабів оповідання у порівнянні з Fallout 3, критикуючи при цьому надмірну подібність до попередньої гри та велику кількість технічних проблем. Станом на 8 листопада 2010 року гра розійшлася тиражем у 5 мільйонів копій, досягнувши доходу в 300 мільйонів доларів. «Electronic Entertainment Design and Research», всесвітньо відома фірма з дослідження ринку, оцінює, що до 2015 року було продано 11,6 мільйонів копій гри по всьому світу.
Рецензент з IGN високо оцінив сценарій гри, але розкритикував моделі персонажів і анімацію обличчя як «дерев'яну». Журналісти з Eurogamer прокоментували, що «Obsidian вдалося створити абсолютно захоплюючий світ, мінуси якого бліднуть порівняно з історією, яка затягне вас на багато годин. Так само, як випалені пейзажі, які створюють епічний фон, New Vegas величезний і розлогий, іноді занадто яскравий, часом навіть відверто потворний — але завжди легкий до сприйняття і безсоромно крутий». За словами GameSpot, «знайомий ритм гри порадує шанувальників серії, а величезний світ, експансивні квести та приховані несподіванки спонукають відкривати ще більше захованих секретів. Однак постійні збої вторгаються майже в кожен аспект гри і з часом стають виснажливими».
Видання Giant Bomb писали: «Коли я розмірковую над своїм досвідом гри у New Vegas, у першу чергу я, ймовірно, згадаю про часи, коли гра зависала або катувала мене дюжиною інших божевільних способів, перш ніж думати про захоплюючий світ та чудово написані квести, які його наповнюють. Якщо ви можете забути про проблеми, які мучили Fallout 3 і Oblivion до цього, в New Vegas ви зрештою добре проведете час». Критик з 1UP.com написав: «З одного боку, здається, що я можу рекомендувати це будь-якому фанату серії Fallout. Я виділяю цих фанатів, тому що вони готові пробачити дурні баги, як-от зустрічі з персонажами, які входять у стіни або час від часу ширяють у повітрі. Ці фанати розуміють, що гра в цілому є більшим, ніж сума незначних графічних аномалій. З іншого боку, я просто не можу ігнорувати або пробачити гру за те, що вона вийшла з ладу, коли я гуляю Мохаве або за квести, які просто неможливо виконати через збій гри, або за моїх зникаючих під час битви напарників, коли вони мені найбільше потрібні. Це одні з найбільш неприємних помилок, з якими я коли-небудь стикався в будь-якій грі, особливо в серії, яка мені дуже подобається».
Незважаючи на технічні проблеми під час запуску, протягом багатьох років після випуску Fallout: New Vegas була реабілітована критиками. Найбільшого схвалення заслуговує сценарій, рольові елементи та робота над вдосконаленням попередника. У 2020 році Eurogamer написали: «Хоча гра пережила низку технічних проблем на старті, як і більшість ігор, побудованих на рушії Bethesda того часу, її репутація за останнє десятиліття лише покращилася, і зараз вона вважається однією з, якщо не найкращою грою серії Fallout». Інший журналіст з того ж видання написала в 2019 році, що «здавалося, що навіть найменший квест був ретельно створений, щоб підтримувати інтерес і забезпечити корисний вплив на гравця» і що «спостерігаючи за грою у великому масштабі, відчуваєш, що New Vegas настроює на більш серйозний тон, віддзеркалюючи складну боротьбу за владу, яка відображає багато поточних конфліктів у реальному світі». Наприкінці 2019 року Den of Geek назвав Fallout: New Vegas дванадцятою найкращою грою десятиліття, а Письменник Метью Бірд описує гру як «славетне повернення […] більш складних елементів рольової гри. Obsidian боролися з повним помилок рушієм та щільним графіком виробництва, щоб створити багатогранну пригодницьку рольову гру, у якій неможливо одразу передбачити всю глибину наслідків своїх рішень. Це справжня рольова гра, яка розгортається у світі, у якому ви не хотіли б жити, але який не може не захопити вас».

## Нагороди
У 2011 році Fallout: New Vegas була признана «Найкращою рольовою відеогрою» за версією Golden Joystick Awards та була номінована на дві нагороди BAFTA Awards («Найкраща стратегічна гра» та «Найкращий сценарій»), а також отримала нагороду NAVGTR Award за «Найкращу роль другого плану в драмі» (Феліція Дей). Видання IGN у 2010 році похвалили гру за її масштабність, сказавши: «Fallout: New Vegas не тільки просторий і глибокий, але й покритий шаром відтінків сірого — чого не вистачало Fallout 3. Ваш вибір не є чорно-білим, і вам потрібно буде зіграти в гру принаймні двічі, щоб побачити все, що можна побачити» і відзначили її нагородою, що звучить як «Максимум за ваші гроші».